# Gourbeyre
Gourbeyre (en créole guadeloupéen : Goubè) est une commune française, située dans le département-région de la Guadeloupe. C'est l'une des villes-centres d'une agglomération de près de 50 000 habitants, l'unité urbaine de Basse-Terre. Elle est le chef-lieu du canton du même nom. Ses habitants sont appelés les Gourbeyriens et les Gourbeyriennes. 

## Géographie

### Localisation

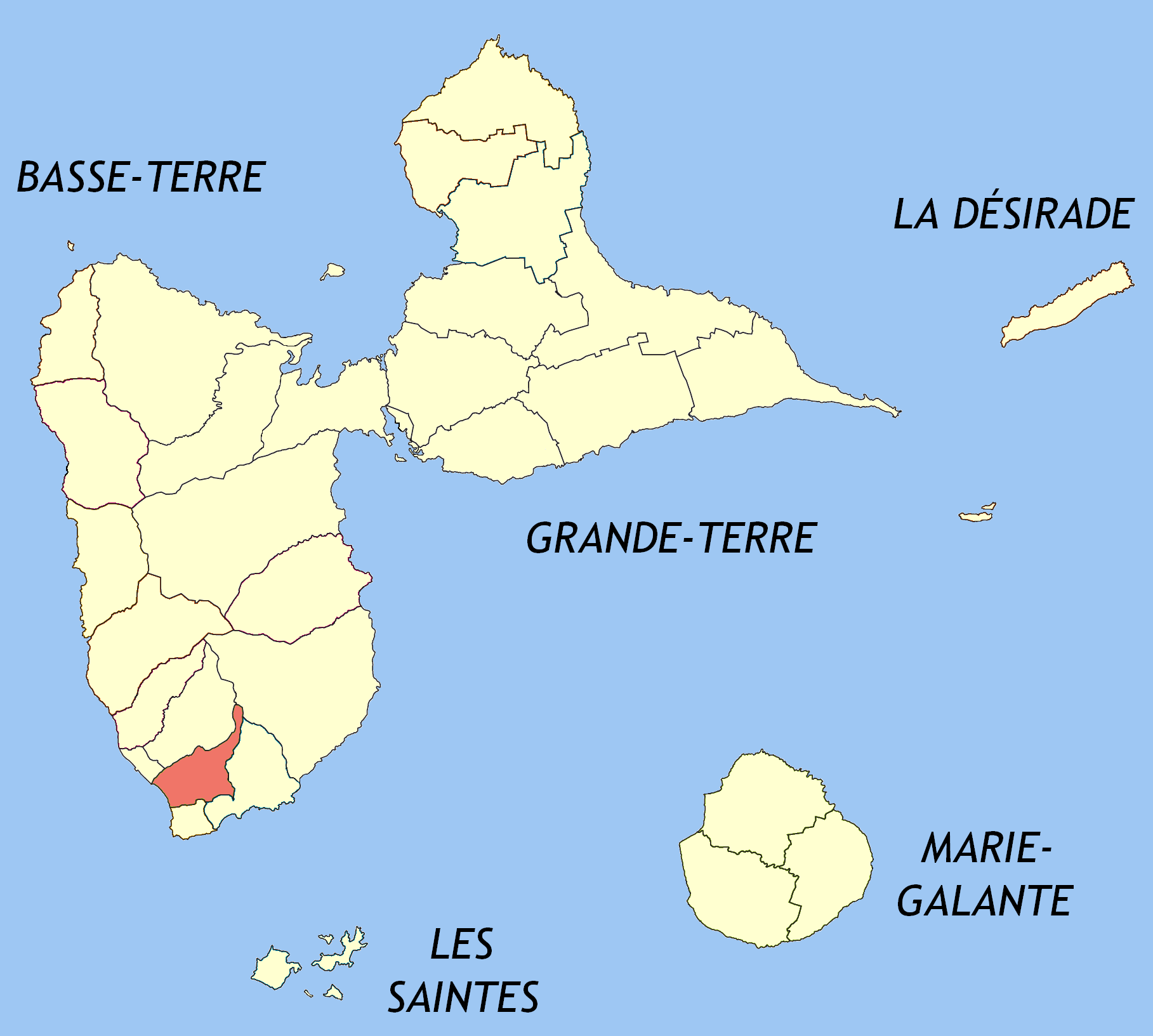
En rouge le territoire communal de Gourbeyre.

De 22,5 km2 de superficie totale, la commune de Gourbeyre se situe sur l'île de Basse-Terre. Au nord de la commune se trouve le plateau du Palmiste (à 540 mètres d'altitude moyenne) qui domine la ville de Gourbeyre et au sud s'élèvent les monts Caraïbes (culminants à 700 m environ). La rivière Galion sépare le territoire de Gourbeyre de celui des communes de Basse-Terre et de Saint-Claude, et la rivière Sens s'écoule dans la commune sur tout son cours.
| Basse-Terre      | Saint-Claude |                |
| Mer des Caraïbes | Gourbeyre    | Trois-Rivières |
|                  | Vieux-Fort   |                |

Gourbeyre se situe à une distance de 4,5 km de Basse-Terre (séparé par la rivière Galion), le chef-lieu. Trois-Rivières se trouve à 3,6 km (séparé par la Rivière Grande Anse), Saint-Claude à 5,8 km (dont elle est séparée par la rivière Galion), Baillif à 6,5 km et Vieux-Fort à 5,1 km. Gourbeyre fait partie de la communauté de communes du sud Basse-Terre.

### Climat
Le climat y est de type tropical.

## Urbanisme

### Typologie
Gourbeyre est une commune urbaine, car elle fait partie des communes denses ou de densité intermédiaire, au sens de la grille communale de densité de l'Insee,,,. Elle appartient à l'unité urbaine de Basse-Terre, une agglomération intra-départementale regroupant 7 communes et 48 467 habitants en 2022, dont elle une ville-centre,.
Par ailleurs la commune fait partie de l'aire d'attraction de Basse-Terre, dont elle est une commune de la couronne. Cette aire, qui regroupe 7 communes, est catégorisée dans les aires de 50 000 à moins de 200 000 habitants,.
La commune, bordée par la Mer des Caraïbes à l'ouest, est également une commune littorale au sens de la loi du 3 janvier 1986, dite loi littoral. Des dispositions spécifiques d’urbanisme s’y appliquent dès lors afin de préserver les espaces naturels, les sites, les paysages et l’équilibre écologique du littoral, par exemple le principe d'inconstructibilité, en dehors des espaces urbanisés, sur la bande littorale des 100 mètres, ou plus si le plan local d’urbanisme le prévoit,.

### Lieux-dits, hameaux et écarts
Les différentes localités de la commune sont Bisdary, Blanchet, le Bourg, Champfleury, Dolé, Dos d'Âne, Grand Camp, Grande-Savane, Gros Morne-Dolé, Palmiste, Rivière-Sens, Saint-Charles et Valkanaërs.

## Histoire
Pour un article plus général, voir Histoire de la Guadeloupe.
À l'origine, la commune se nommait « Dos d'Âne », ce qui s'explique par le fort dénivelé causé par les formations géologiques du col (entre les monts Caraïbes et le massif volcanique de la Soufrière) permettant de joindre Basse-Terre et Pointe-à-Pitre. Cependant, Dos d'Âne n'avait aucune existence communale. Ce n'est qu'en 1837 que l'endroit est détaché de Basse-Terre et organisé comme une commune à part entière.
Le 8 février 1843, un séisme ravagea l’île en grande partie, dont la commune du Dos-d'Âne. C'est le gouverneur Jean-Baptiste-Marie-Augustin Gourbeyre qui organise les secours des habitants. La commune prit son nom pour commémorer son action et fut renommée Gourbeyre le 30 avril 1846.

## Politique et administration

### Rattachements administratifs et électoraux
La commune appartient à l'arrondissement de Basse-Terre et au canton de Trois-Rivières depuis le redécoupage cantonal de 2014. Avant cette date, elle était le chef-lieu du canton de Gourbeyre.
Pour l'élection des députés, Gourbeyre fait partie depuis 1988 de la quatrième circonscription de la Guadeloupe.

### Intercommunalité
La commune Gourbeyre fait partie de la communauté d'agglomération Grand Sud Caraïbe (anciennement communauté d'agglomération du Sud Basse-Terre) depuis sa création en 2001. Dans cette assemblée elle est représentée par quatre conseillers.

## Économie
L'économie de Gourbeyre repose principalement sur les services locaux et le tourisme, notamment avec la marina de Rivière-Sens rénovée et dotée de 330 anneaux. 
L'industrie est marquée par la présence de l'usine d'embouteillage de Capès-Dolé et l'exploitation, depuis 1969, d'une sablière (par la société Les Sablières de Guadeloupe produisant du sable calibré de construction) sur les flancs des monts Caraïbes au site de Rivière-Sens.
La commune accueille également quelques exploitations agricoles dans les quartiers de Palmiste et Champfleury.

## Population et société

### Démographie
L'évolution du nombre d'habitants est connue à travers les recensements de la population effectués dans la commune depuis 1961, premier recensement postérieur à la départementalisation de 1946. À partir de 2006, les populations de référence des communes sont publiées annuellement par l'Insee. Le recensement repose désormais sur une collecte d'information annuelle, concernant successivement tous les territoires communaux au cours d'une période de cinq ans. Pour les communes de moins de 10 000 habitants, une enquête de recensement portant sur toute la population est réalisée tous les cinq ans, les populations de référence des années intermédiaires étant quant à elles estimées par interpolation ou extrapolation. Pour la commune, le premier recensement exhaustif entrant dans le cadre du nouveau dispositif a été réalisé en 2006.

En 2022, la commune comptait 7 378 habitants, en évolution de −5,57 % par rapport à 2016 (Guadeloupe : −2,67 %, France hors Mayotte : +2,11 %).
| 1961  | 1967  | 1974  | 1982  | 1990  | 1999  | 2006  | 2011  | 2016  |
| ----- | ----- | ----- | ----- | ----- | ----- | ----- | ----- | ----- |
| 6 685 | 7 066 | 6 813 | 6 399 | 6 330 | 7 642 | 8 033 | 7 855 | 7 813 |

| 2021  | 2022  | - | - | - | - | - | - | - |
| ----- | ----- | - | - | - | - | - | - | - |
| 7 508 | 7 378 | - | - | - | - | - | - | - |

### Enseignement
Comme toutes les communes de l'archipel de la Guadeloupe, Gourbeyre est rattaché à l'Académie de la Guadeloupe. La ville possède sur son territoire trois écoles maternelles (Blanchet, Champfleury et Raymonde-Augustin) et trois écoles primaires (Bourg, Dole-les-Bains et Euloge-Noglotte). 
En ce qui concerne l'enseignement secondaire, la ville accueille le collège Richard-Samuel et le lycée professionnel de Blanchet. Le collège Richard-Samuel accueille les élèves de la commune, ainsi que ceux originaires du village voisin de Vieux-Fort.

### Santé
L'offre de santé de la commune est liée à sa proximité avec Basse-Terre et son centre hospitalier départemental. Gourbeyre accueille de plus la clinique privée Manioukani. Gourbeyre est aussi le siège local de l'Agence régionale de santé de la Guadeloupe.

### Équipements culturels
La commune possède une salle de spectacle, la salle Gilles-Floro inaugurée en 2009.

### Sports
Les installations sportives de Gourbeyre sont composées du stade municipal (avec terrain de tennis et de basket), d'une salle omnisports de Valkanaërs et d'une piscine. À cela s'ajoute le site d'activités nautiques à rivière Sens, ainsi que la possibilité de nombreux parcours de randonnée.
L'Association omnisports gourbeyrienne (AOG) est le principal club de sport de la commune.

## Culture locale et patrimoine

### Lieux et monuments

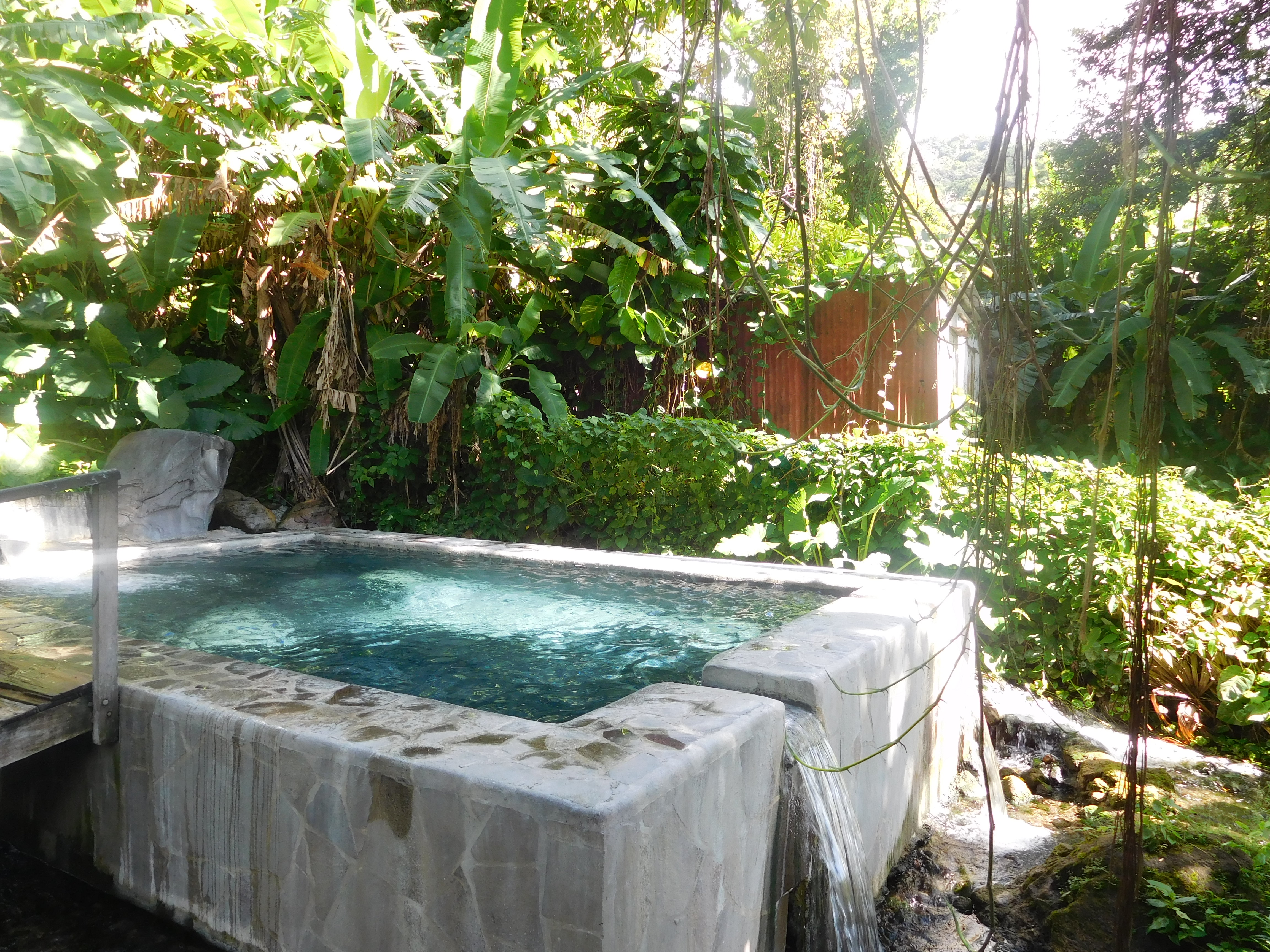
Les bains de Dolé.

- Église Saint-Charles Boromée de Gourbeyre. L'église est dédiée à saint Charles.
- Observatoire volcanologique et sismologique de Guadeloupe, sur le Houëlmont
- Habitation Bisdary, inscrite aux Monuments historiques
- Archives départementales de la Guadeloupe
- Marina de Rivière Sens
- Sources chaudes de Dolé

### Personnalités liées à la commune
- Guillaume Foccart, père de l’homme politique Jacques Foccart (1913-1997), a été maire de la ville de 1908 à 1921.
- Lucette Michaux-Chevry (née à Saint-Claude en 1929, morte à Gourbeyre en 2021) : maire de la ville de 1987 à 1995, conseillère générale, présidente du conseil régional de la Guadeloupe, ministre, député, sénatrice et maire de Basse-Terre ;
- Marie-Luce Penchard (née à Gourbeyre en 1959) : fille de Lucette Michaux-Chevry, ministre de l'Outre-mer.
- Amédée Valeau (1897-1980), maire de la ville pendant quarante-cinq ans, de 1932 à 1977, sénateur de la Guadeloupe.
- Gilles Floro (1964-1999), chanteur populaire, mort dans la ville.